# David DeJesus
David Christopher DeJesus (New York, 20 dicembre 1979) è un ex giocatore di baseball statunitense.

## Carriera

### Gli inizi
Nato a Brooklyn nella città di New York, David crebbe a Manalapan, New Jersey. Discende da origini Portoricani. 
Ha iniziato a giocare a baseball alla Manalapan High School di Englishtown, New Jersey per poi essere scelto dai New York Mets nel Major League Baseball Draft del 1997 al 47º giro.
Nonostante la possibilità di giocare già per una squadra della MLB, David preferì proseguire gli studi nella Rutgers University di New Brunswick per poi, tre anni dopo, scegliere di diventare professionista nelle file dei Kansas City Royals che lo selezionarono al 4º giro del Draft del 2000.

### Minor League Baseball
Ha iniziato la propria carriera nella Minor League Baseball nel 2002 giocando sia nella Single A con gli Wilmington Blue Rocks che nella Double AA con gli Wichita Wranglers nella Texas League.
Dal punto di vista statistico, David ha chiuso la stagione regolare con entrambe le squadre con 112 presenze, 119 battute valide (Hits), 6 fuoricampo, 56 RBI e 76 punti.
Nel 2003 oltre ad avere nuovamente giocato con gli Wranglers, ha debuttato nella Triple AAA con gli Omaha Royals dove in 17 presenze mise a referto 14 punti.
Nel 2004 e nel 2005 sempre per recuperare gli infortuni o per motivi tecnici, David ha giocato alcune partite con gli Omaha dove in 112 partite fra il 2003 e il 2005 a messo a segno 87 punti, 11 fuoricampo e 41 RBI.

## Major League Baseball

### Kansas City Royals (2003-2010)
Dopo l'anno trascorso nella Minor League Baseball, DeJesus ha debuttato ufficialmente nella MLB, il 2 settembre 2003, al The Ballpark in Arlington di Arlington contro i Texas Rangers, nel periodo dell'ampliamento dei giocatori da parte delle squadre della Major League Baseball. Concluse la stagione con 12 partite disputate nella MLB e 76 nella minor league (17 nella Doppia-A e 59 nella Tripla-A).
Entrò definitivamente nella squadra titolare quando i Royals nel 2004 decisero di cedere per via della scadenza del contratto Carlos Beltrán agli Houston Astros e David divenne il suo naturale sostituto chiudendo la stagione 2004 al 6º posto per il premio di miglior matricola dell'anno.
Il 9 marzo 2006 ha siglato un contratto estensivo con i Royals da 13.8 milioni di dollari che lo avrebbe legato al club fino al 2010 con la possibilità di rinnovo per il 2011.
Il 15 giugno 2008 ha messo a segno il suo primo grande slam in carriera mentre nella stagione 2007 ha segnato il proprio record di punti con 101 totali.
Nella stagione 2010 ha subito due infortuni terminando la stagione in anticipo con una media alla battuta di .318, 5 fuoricampo 37 RBI in 91 presenze totali.
Il 2 ottobre 2010 i Royals gli hanno prolungato il contratto di un anno esercitando l'opzione da 6 milioni di dollari.

### Oakland Athletics

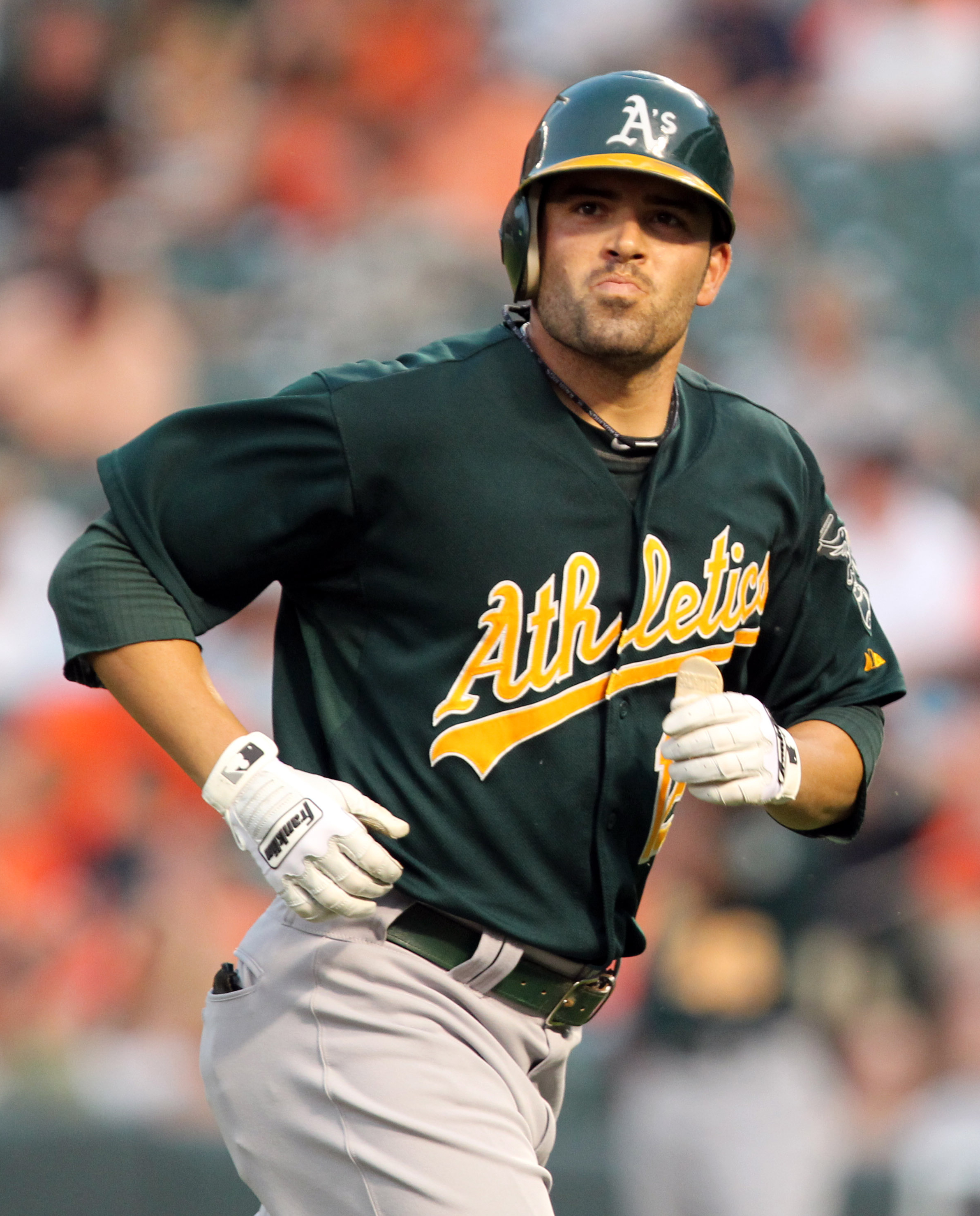
David con la maglia degli Oakland Athletics nel 2011

Nel 2011 fu ceduto agli Oakland Athletics per Vin Mazzaro e Justin Marks.
Con la squadra californiana, David ha giocato 131 partite registrando 106 battute valide, 10 fuoricampo, 46 RBI e 60 punti.

### Chicago Cubs
Il 30 novembre 2011 ha siglato con i Chicago Cubs un contratto da due anni dal valore di 10 milioni di dollari, venendo inserito nella formazione titolare nel ruolo di esterno.
Con i Cubs ha chiuso la stagione 2012 con 148 partite registrando 133 battute valide, 9 fuoricampo, 50 RBI e 76 punti.

### Washington Nationals e Tampa Bay Rays
Il 19 agosto 2013, i Cubs scambiarono DeJesus con i Washington Nationals per un giocatore da nominare in seguito. Pochi giorni dopo, il 23 agosto, i Nationals scambiarono DeJesus con i Tampa Bay Rays per un giocatore da nominare in seguito. Il 19 settembre i Rays inviarono il giocatore di minor league Matthew Spann a Washington, completando lo scambio.
Il 6 novembre 2013, DeJesus rifirmò con i Rays, un contratto biennale dal valore di 10.5 milioni di dollari. Durante la stagione 2014, DeJesus venne principalmente assegnato nel ruolo di battitore designato. 

### Los Angeles Angels of Anaheim e ritiro
Il 28 luglio 2015, i Rays scambiarono DeJesus con i Los Angeles Angels of Anaheim per il giocatore di minor league Eduar Lopez. 
Il 22 marzo 2017, DeJesus annunciò il suo ritiro. 

## Premi
- Royals Heart and Hustle Award: 3

2007, 2008, 2010
- Giocatore della settimana dell'AL: 1

17 luglio 2005